# 特拉西勒瓦勒
特拉西勒瓦勒（法語：Tracy-le-Val，法語發音：[tʁasi lə val]）是法国瓦兹省的一个市镇，属于贡比涅区。

## 地理
特拉西勒瓦勒（49°29'22"N, 3°0'34"E）面积4.69 平方千米，位于法国上法蘭西大區瓦兹省，该省份为法国北部内陆省份，北起索姆省，西接厄尔省和滨海塞纳省，南至塞纳-马恩省和瓦兹河谷省，东临埃纳省。
与特拉西勒瓦勒接壤的市镇（或旧市镇、城区）包括：巴伊、卡勒蓬、穆兰苏图旺、特拉西勒蒙。

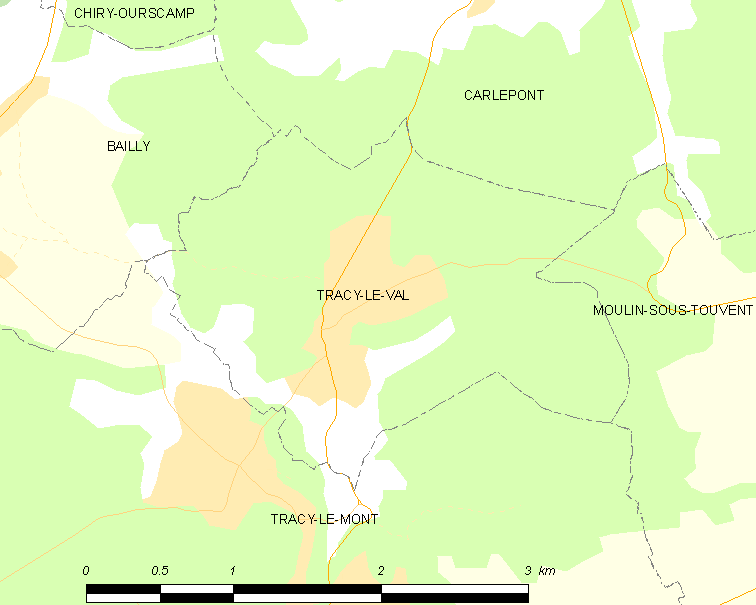
特拉西勒瓦勒的OSM定位图

特拉西勒瓦勒的时区为UTC+01:00、UTC+02:00（夏令时）。

## 行政
特拉西勒瓦勒的邮政编码为60170，INSEE市镇编码为60642。

## 政治
特拉西勒瓦勒所属的省级选区为图罗特县。

## 人口

1962-2008年间特拉西勒瓦勒人口变化图示

特拉西勒瓦勒于2022年1月1日时的人口数量为1041人。